# Лейк, Саймон
Саймон Лейк (Лэк) (англ. Simon Lake, 4 сентября 1866, Нью-Джерси — 23 июня 1945) — американский инженер, один из первых создателей подводных лодок.

## Биография
В 1901 году построил подводную лодку Protector. Не получив заказа от американского флота, продал эту лодку в 1904 году русскому флоту.
По образцу Protector построил Подводные лодки типа «Осётр», которые во время русско-японской войны были доставлены в Либаву, а оттуда во Владивосток. Позднее по проекту Лейка для русского флота были построены подводные лодки типа «Кайман».
Вернувшись в США, Лейк основал Lake Torpedo Boat Company в Бриджпорте, которая во время первой мировой войны построила 24 подводных лодки для американского флота. Из за прекращения заказов на ПЛ после окончания войны и соответствующих финансовых трудностей компания была закрыта в середине 1920-х.
Лейк неудачно пытался найти груз золота на затонувшем в 1780 году британском фрегате «Гусар» с помощью подводной лодки собственной конструкции.
Скончался в 1945 году.
Его именем была названа база ПЛ USS Simon Lake (AS-33).